# Dewetsdorp
Dewetsdorp is een dorp met 9500 inwoners, in de provincie Vrijstaat in Zuid-Afrika. Het dorp is vernoemd naar de vader van Christiaan de Wet.

## Subplaatsen
Het nationaal instituut voor de statistiek, Stats SA, deelt sinds de census 2011 deze hoofdplaats in in 2 zogenaamde subplaatsen (sub place):
Dewetsdorp SP • Morojaneng.